# 阿娜·马特纳泽
阿娜·马特纳泽（羅馬化：Ana Matnadze，1983年2月20日—），格鲁吉亚裔西班牙女子国际象棋棋手，拥有国际大师与女子特级大师称号。
马特纳泽是1993年世界女子10岁组冠军、1997年世界女子14岁组冠军。2000年，获黑海国家国际象棋女子冠军。2002年，获格鲁吉亚国际象棋全国女子冠军（并列）。同年，在欧洲女子超快棋赛上夺冠。
此后马特纳泽移居巴塞罗那，2006年获加泰罗尼亚国际象棋女子冠军。2012年，她转会至西班牙棋协。